# Alameda (Spanje)
Alameda is een gemeente in de Spaanse provincie Málaga in de regio Andalusië met een oppervlakte van 65 km². In 2007 telde Alameda 5367 inwoners.

## Demografische ontwikkeling
Bron: INE, 1857-2011: volkstellingen